# Camponotus horseshoetus
Camponotus horseshoetus är en myrart som beskrevs av Datta och Dinendra Raychaudhuri 1985. Camponotus horseshoetus ingår i släktet hästmyror, och familjen myror. Inga underarter finns listade.